# 佐々木卓
佐々木 卓（ささき たかし、1959年〈昭和34年〉7月5日 - ）は、日本の実業家。株式会社TBSホールディングス・株式会社TBSテレビ取締役会長。元代表取締役社長。

## 経歴

### 学生時代
東京都出身。中学3年の時、当時住友銀行に勤務していた宿澤広朗（早稲田大学政治経済学部出身）がラグビー日本代表に選出されたことに触発され、早稲田大学高等学院を受験し入学。大西鐵之祐ヘッドコーチらの指導で第57回全国高等学校ラグビーフットボール大会に出場した。
早稲田大学法学部在学中は体育会ラグビー蹴球部に所属（ポジションはスクラムハーフ）。早大ラグビー部の1年後輩に、自身とハーフ団を形成した本城和彦やスポーツライターの藤島大がいる。

### TBS
1982年、東京放送（旧法人、現：TBSHD）入社。北京支局長、『筑紫哲也 NEWS23』プロデューサー、編成局編成部長、経理局長、グループ経営企画局長、編成局長、常務取締役を経て2017年に専務取締役、2018年6月28日よりTBSホールディングス・TBSテレビ代表取締役社長に就任した。2024年6月27日より取締役会長。

#### 赤坂エンタテインメント・シティ構想
社長就任翌年の2019年1月30日、TBSHDはTBSシナジーを生む総合メディア戦略の一環として『赤坂エンタテインメント・シティ構想』を発表。三菱地所と共同事業協定を締結し、国際新赤坂ビルの再開発や、赤坂サカス及び周辺施設のリニューアルを計画すると報じられた。この構想に伴い、1996年から休業期間を経て24年間続いたライブハウス『赤坂BLITZ』（末期の名称はマイナビBLITZ赤坂）は2020年9月22日をもって営業を終了した。

#### ブランドプロミスとロゴマーク変更

TBSの現在のステーションロゴ

2020年1月6日、TBSは翌年（2021年）に迫った創立70周年に向け、TBSグループにおける企業理念とブランドプロミスを制定することを発表。日本だけでなく世界に向けた、あらゆるサービスを提供していくとされた。この理念を受け、現放送センターが完成した1994年から26年間親しまれてきたローマン体ロゴと、2000年4月から20年間使われたネットワークシンボル『ジ〜ン』の使用を終了し、ブルーを基調としたTBSロゴに生まれ変わった。

また同年10月1日には、持株会社の東京放送ホールディングスが「TBSホールディングス」に名称変更されている。

#### 『東京マガジン』存続を巡って
2021年4月改編では、平成改元後の1989年10月にスタートした長寿情報バラエティ『噂の!東京マガジン』を終了させる方針だった。背景には、司会の森本毅郎を始めとするレギュラー出演者の高齢化が主な理由とされている。折しも、ジャニーズ事務所所属のアイドルグループ・Snow Manの冠番組『それSnow Manにやらせて下さい』が『東京マガジン』の後番としてレギュラー放送されることが決定しており、視聴者層の若返りも求められていた。話し合い及び調整の末、『東京マガジン』は地上波からBS-TBSへ移行する形で打ち切りを免れた。
その後『それスノ』は2023年4月改編で金曜20時枠に移動。『東京マガジン』はレギュラー出演者だった風見しんごの降板と笑福亭笑瓶の死去を乗り越え、2024年5月現在も継続している。